# كارلوس فيليبي رودريغيز
كارلوس فيليبي رودريغيز (بالإسبانية: Carlos Felipe Rodríguez) (3 أبريل 1989 موريليا المكسيك - ) هو لاعب كرة قدم مكسيكي يلعب كحارس مرمى.

## روابط خارجية
- كارلوس فيليبي رودريغيز على موقع قاعدة بيانات كرة القدم.إي يو (الإنجليزية)
- كارلوس فيليبي رودريغيز على موقع Soccerway.com (الإنجليزية)
- كارلوس فيليبي رودريغيز على موقع AS.com (الإسبانية)